# Спахиево
Спахиево е село в Южна България. То се намира в община Минерални бани, област Хасково.

## История
Името на селото идва от времето на Османската империя. Спахия или сипах (на Османско турски: سپاهی) е конник във феодалната войска на империята.
През 40-те години на XX век в селото има влиятелна комунистическа група и то е сред опорните точки на местния Партизански отряд „Асен Златаров“.

## Религии
Християнство.